# Кеннет Е. Торп
Кеннет Е. Торп відомий як професор політики охорони здоров'я Роберта В. Вудраффа в Університеті Еморі. Він також є керівником кафедри політики та менеджменту охорони здоров'я в Школі громадської охорони здоров'я Роллінза. До того він є колишнім заступник помічника секретаря Департаменту охорони здоров'я та соціальних служб. (1993—1995 рр.). Крім того, він є виконавчим директором Партнерства для боротьби з хронічними захворюваннями та Інституту передових політичних рішень Еморі.
Призначений на посаду заступника помічника державного секретаря в адміністрації президента Білла Клінтона, він відіграв ключову роль у координації ініціатив президента Клінтона з реформування системи охорони здоров'я.